# Yahya Jammeh
Yahya Jammeh (sinh ngày 25/5/1965) từng là Tổng thống Gambia. Ông nắm quyền kiểm soát đất nước này trong một cuộc đảo chính quân sự không đổ máu năm 1994, và 2 năm sau đó được bầu làm tổng thống. Ông đã tái trúng cử năm 2001, 2006, 2011.
Ông bị đánh bại bởi Adama Barrow trong cuộc bầu cử tổng thống Gambia năm 2016. Mặc dù ban đầu ông thừa nhận thất bại, vào ngày 09 tháng 12 năm 2016, sau đó ông từ chối công nhận kết quả.
Adama Barrow vì vậy phải tuyên thệ tại tòa đại sứ Gambia tại Senegal. Lễ tuyên thệ được chiếu trên truyền hình, tuy nhiên hiện thời Barrow không thể về nước.
Ngày 21 tháng 1 năm 2017, Jammeh tuyên bố sẽ từ chức sau nhiều tiếng đàm phán với các nhà trung gian Tây Phi.

## Tiểu sử
Jammeh tốt nghiệp trung học ở Gambia, gia nhập Quân đội Gambia năm 1984, được phong hàm trung úy năm 1989, và năm 1992 trở thành một chỉ huy quân cảnh Gambia. Ông tham gia nhiều khóa huấn luyện quân sự ở Senegal và tại United States Army School of the Americas.